# Banachówka (Wara)
Banachówka – część wsi Wara w Polsce, położona w województwie podkarpackim, w powiecie brzozowskim, w gminie Nozdrzec.
W latach 1975–1998 Banachówka administracyjnie należała do województwa krośnieńskiego.